# Cybaeus deletroneus
Cybaeus deletroneus är en spindelart som beskrevs av Zhu och Wang 1992. Cybaeus deletroneus ingår i släktet Cybaeus och familjen vattenspindlar. Inga underarter finns listade i Catalogue of Life.